# Mozaika krajiny
Mozaika krajiny je naučná stezka, která spojuje Těchobuz s rybníkem Kozák. Její celková délka je cca 2,5 km a nachází se na ní 6 zastavení. Otevřena byla v roce 2007. Celou trasu je vedena spolu s modrou turistickou značkou.

## Vedení trasy
Trasa začíná na návsi obce Těchobuz, odkud vede okolo zámku k mostu přes potok Barborka. Kousek za jejím překročením se k NS na chvíli připojuje NS Po pamětihodnostech Těchobuze, která se odpojuje po cca 200 metrech u rybníka Loudal. Kousek za tímhle "rozcestím" stezka zahýbá vlevo a míří k rybníku Kozák.

## Zastavení
- Vesnice v krajině
- Ekosystém parku v obci
- Polní krajina Pacovské vrchoviny
- Lesní ekosystém Pacovské vrchoviny
- Management lesa
- Rybníky v krajině